# Jacinto Santos
Jacinto Santos (Matosinhos, 28 gennaio 1941 – Anversa, 21 luglio 2023) è stato un calciatore portoghese, di ruolo difensore.

## Carriera
Con il Benfica vinse 7 campionati portoghesi e 3 Coppe di Portogallo.

## Palmarès
- Coppa del Portogallo: 4

Leixões: 1960-1961
Benfica: 1963-1964, 1968-1969, 1969-1970
- Campionato portoghese: 7

Benfica: 1962-1963, 1963-1964, 1964-1965, 1966-1967, 1967-1968, 1968-1969, 1970-1971